# Domenico Savio

Domenico Savio

Domenico Savio (Riva bij Chieri, 2 april 1842 - Mondonio, 9 maart 1857) was een leerling van Don Bosco. Hij was 14 jaar oud en studeerde voor het priesterschap toen hij stierf.
Savio groeide op in een gezin met tien kinderen. In 1854 ging hij school in het oratorium van Don Bosco in Valdocco bij Turijn. Vandaar bezocht hij het gymnasium in de stad Turijn. Als gymnasiast had hij zich voorgenomen priester te worden. De jongen ontwikkelde zich tot steun voor Don Bosco, die Savio ooit zijn ideale leerling noemde. In 1856 stichtte Domenico met de hulp van Don Bosco de Compagnia dell'Immacolata, het "Onbevlekte-verbond", dat de actiefste leerlingen van Don Bosco samenbracht. De regelmatige biecht en communie, de verering van Maria, en de betekenis van het apostolaat werden er gecultiveerd. Bij de oprichting van de Salesianen van Don Bosco in 1859 rekruteerde Don Bosco vrijwel uitsluitend uit de leden van deze Compania dell'Immacolata.
Savio overleed op 14-jarige leeftijd als gevolg van een zwakke gezondheid. De directe overlijdensoorzaak was tuberculose. Nauwelijks twee jaar later schreef Don Bosco een eerste kleine biografie over Domenico Savio, waarin hij zijn lievelingsleerling portretteerde als het ideaalbeeld van een goed leerling en christen. Op 3 mei 1950 werd Savio zalig verklaard en op 12 juni 1954 heiliggesproken door paus Pius XII.
Domenico Savio geldt sinds 1956 als patroon van de koorknapen, sinds 1960 ook van de misdienaars. Hij wordt eveneens aangeroepen door aankomende moeders. In Lecce bevindt zich een door Salesianen bediende kerk, gewijd aan de H. Domenico Savio, die op 16 april 1984 door paus Johannes Paulus II werd verheven tot basiliek. De relieken van Domenico rusten, net als die van Don Bosco en Maria Mazzarello, in de basiliek van Maria Hulp der Christenen te Turijn. De gedachtenis van Domenico Savio valt op 9 maart of 6 mei. De Salesiaanse kalender herdenkt Domenico Savio op 9 mei.
In Vlaanderen is het Dominiek Savio Instituut genoemd naar Domenico Savio. In Nederland zijn enkele, van oorsprong katholieke, technische scholen en scoutinggroepen vernoemd met de naam Dominicus of Niek Savio.